# Justizvollzugsanstalt Ravensburg
Die Justizvollzugsanstalt Ravensburg ist eine Justizvollzugsanstalt des Landes Baden-Württemberg im Ravensburger Ortsteil Hinzistobel.

## Geschichte und Gebäude
Der Grüne Turm wurde vom 15. Jahrhundert bis 1943 als Gefängnis benutzt. Von 1747 bis 1751 wurde das Frauentor zum Kriminalgefängnis ausgebaut, von 1837 bis 1892 wurde das Frauentor als Oberamtsgefängnis genutzt.
Ravensburg war von 1725 bis 1806 Sitz eines der beiden Zucht- und Arbeitshäuser des Schwäbischen Kreises (danach Kaserne, seit 1823 als „Bruderhaus“ städtisches Alters- und Pflegeheim).
1876 wurde ein Gefängnis nahe dem Katzelieselesturm errichtet, das aufgrund seiner Klinkerfassaden so genannte „Rote Haus“, das bis in 1986 in Betrieb war und am 22. August 1986 abgerissen wurde.
Von 1979 bis 1982 wurde, erstmals außerhalb der historischen Altstadt, eine moderne Justizvollzugsanstalt im ländlich geprägten Ortsteil Hinzistobel im Osten der Stadt gebaut. In einem zweiten Bauabschnitt bis 1986 wurden dort weitere Gebäude errichtet.
2011 und 2012 wurde ein neues Gebäude für die Torwache erstellt. Zudem entstand ein neues Gebäude mit Gemeinschafts- und Familienräumen für Besucher sowie im Obergeschoss 21 Haftplätzen für Frauen. Das ummauerte Gefängnisareal wurde dafür um rund 12.000 m² erweitert.

## Zuständigkeit
In der JVA Ravensburg sind hauptsächlich junge Männer unter 24 Jahren im Strafvollzug nach Erwachsenenrecht untergebracht sowie junge Männer, die nach Jugendstrafrecht verurteilt wurden, aber vom Jugendstrafvollzug ausgenommen sind.
Außerdem ist die JVA zuständig für erwachsene männliche Strafgefangene aus der Region um Ravensburg, männliche Untersuchungsgefangene aus dem Landgerichtsbezirk Ravensburg sowie weibliche Untersuchungsgefangene aus den Landgerichtsbezirken Ravensburg, Konstanz und Hechingen.
Im geschlossenen Vollzug stehen in Hinzistobel 352 Haftplätze zur Verfügung. Im offenen Vollzug des Freigängerhauses auf dem Gelände der Anstalt können 70 Gefangene untergebracht werden, außerdem etwa 40 Gefangene in der Außenstelle Bettenreute.

## Besondere Vorkommnisse
Das Landgericht Ravensburg stellte im März 2011 fest, dass die disziplinarisch bedingte Unterbringung eines Häftlings in einem unterirdisch gelegenen Arrestraum rechtswidrig war. Der Häftling hatte sich in eine Art „Kellerverlies“ verbracht gesehen, ohne Sicht ins Freie, ohne frische Luft und ohne Tageslicht.
Bereits zuvor hatte das Oberlandesgericht Stuttgart die JVA Ravensburg ungewöhnlich deutlich gerügt. In diesem Fall war ein Häftling auf Anordnung der JVA-Leitung in unbekleidetem Zustand in einem sog. „besonders gesicherten Haftraum“ untergebracht worden, welcher permanent – auch bei Nacht – mit grellem Licht beleuchtet wurde.
Nachdem im August 2016 binnen einer Woche sich zwei Häftlinge das Leben genommen hatten, geriet die JVA Ravensburg erneut in die Schlagzeilen.
Im März 2017 wurde bekannt, dass das Justizministerium Vorwürfen nachgeht, wonach ein JVA-Bediensteter Datenträger mit rechtsradikalem Inhalt an Häftlinge verteilt habe.

## Betreuung
In der JVA Ravensburg sind 223 Mitarbeiter tätig (Stand 2011).
Die Anstalt betreibt zwei besondere Abteilungen für junge Ersttäter sowie eine Behandlungsabteilung für Sexualstraftäter. In jeder Abteilung ist eine „Abteilungskonferenz“ aus Beamten des Vollzugsdienstes, einem Sozialarbeiter, einem Psychologen und dem Vollzugsleiter für die Betreuung zuständig.
Der Psychologische Dienst der JVA Ravensburg besteht aus drei Psychologen.
Ein evangelischer Pfarrer und ein katholischer Pastoralreferent sind als Anstaltsseelsorger mit der Seelsorge der Inhaftierten betraut.

## Ausbildung und Arbeit

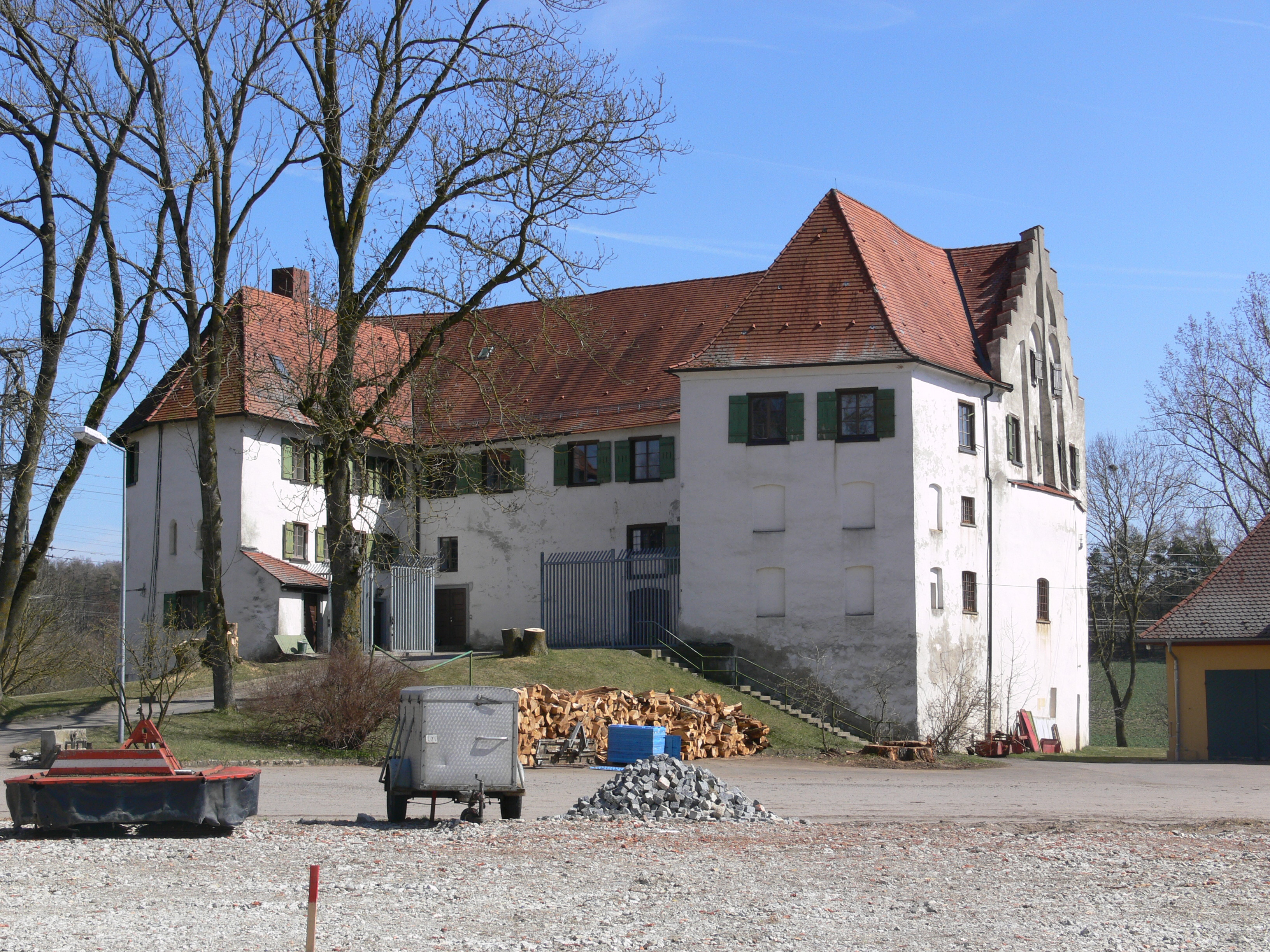
Außenstelle Schloss Bettenreute

Durch den hohen Anteil junger Inhaftierter nehmen die Schule und die Ausbildungswerkstätten der JVA Ravensburg eine bedeutende Stellung im Alltagsleben der Anstalt ein.
Der Pädagogische Dienst der JVA Ravensburg bietet einen Vorbereitungskurs und einen Hauptschulkurs sowie eine Berufsfachschule. Die JVA verfügt über Werkstätten, in denen Ausbildungsplätze für die einjährige Ausbildung in den Bereichen Metall, Elektro, Kfz, Holz und Farbe angeboten werden. Abschlüsse in zehn Berufen werden in den mehrjährigen Ausbildungsgänge angeboten (Stand 2011). Der theoretische Unterricht wird durch Lehrer der beruflichen Schulen in Ravensburg erteilt.
Inhaftierte, die sich nicht für eine Berufsausbildung eignen, arbeiten in acht Montagebetrieben für Fremdunternehmen, so genannten „Unternehmerbetrieben“, mit insgesamt 120 Arbeitsplätzen.
In der Landwirtschaftlichen Außenstelle im etwa 12 km entfernten Schloss Bettenreute (Gemeinde Fronreute) arbeiten etwa 40 Gefangene im offenen Vollzug in der Landwirtschaft, der Waldbewirtschaftung und in einem Unternehmerbetrieb. Die Außenstelle bebaut etwa 125 ha landwirtschaftliche Nutzfläche nach ökologischen Prinzipien.

## Freizeit
In ihrer Freizeit können die Inhaftierten selbstorganisiert oder unter fachlicher Anleitung Hobbys und anderen Interessen nachgehen. Die Anstalt verfügt über einen Sportplatz und eine Sporthalle. Das sportliche Angebot reicht bis zu Skifreizeiten und Kletterkursen, allerdings nur für die ohnehin „gelockerten“ Gefangenen – welche nach besonderer Prüfung und Zulassung Ausgänge / Urlaub am Wochenende genießen und kurz vor ihrer Haftentlassung stehen. Den Gefangenen des geschlossenen Vollzuges stehen keine Freizeitmöglichkeiten außerhalb der JVA zur Verfügung. In einer Gefängnisbücherei können Bücher entliehen werden. Inhaftierte können sich für die Gefangenenzeitung Schließfach engagieren.